# Klíč (opera)
Klíč je jednoaktová opera českého skladatele Jiřího Berkovce na vlastní libreto; je to krátká komediální scéna s doylovskými postavami Sherlocka Holmese a doktora Watsona. Vznikla z podnětu dirigenta a dramaturga brněnské Komorní opery Václava Noska. Premiéru měla 25. března 1997, kdy ji v prostorách Bezbariérového divadla Barka Brno uvedla Komorní opera JAMU. Otevírala večerní program, jehož součástí byly rovněž jednoaktové opery Tys mě tak rozčílil Jana Franka Fischera, Odysseův návrat Josefa Berga a Livietta a Tracollo Giovanniho Battisty Pergolesiho.

## Osoby a první obsazení
| osoba                  | hlasový obor | premiéra (25. března 1997)         |
| ---------------------- | ------------ | ---------------------------------- |
| Lady                   | soprán       | Martina Čičmancová / Ivona Konečná |
| Watson                 | baryton      | Marek Olbrzymek / Antonín Valenta  |
| Holmes                 | baryton      | Petr Špaček / Richard Samek        |
| Dirigent: Aleš Podařil |              |                                    |
| Režie: Tomáš Kočko     |              |                                    |
| Výprava: Karel Zmrzlý  |              |                                    |